# Casa de la Vila (Malgrat de Mar)
La Casa de la Vila és un edifici de Malgrat de Mar (Maresme) protegit com a Bé Cultural d'Interès Local.

## Descripció
Es tracta d'un edifici amb façana d'estil modernista on es combina el ferro forjat amb la ceràmica esmicolada i l'arrebossat. Probablement es tracta de la reforma de la façana, ja que tant l'interior com l'estructura general de l'edifici són molt comunes a la resta d'edificis de planta i dos pisos del mateix carrer.
La distribució de finestres i el balcó porxat, seguint la línia corba, queda reproduït en totes les obertures i el fris. La façana modernista no degué ser projectada abans de 1905 donat el cert retard amb que les institucions públiques adoptaren aquest estil.